# Zastava M98/48
 (août 2016).

Les Zastava M98/48 sont des fusils reconditionnés pour l'Armée populaire yougoslave entre 1946 et le début des années 1950. 

## Du M24/47 au M48: les Mauser yougoslaves  dans laJNA

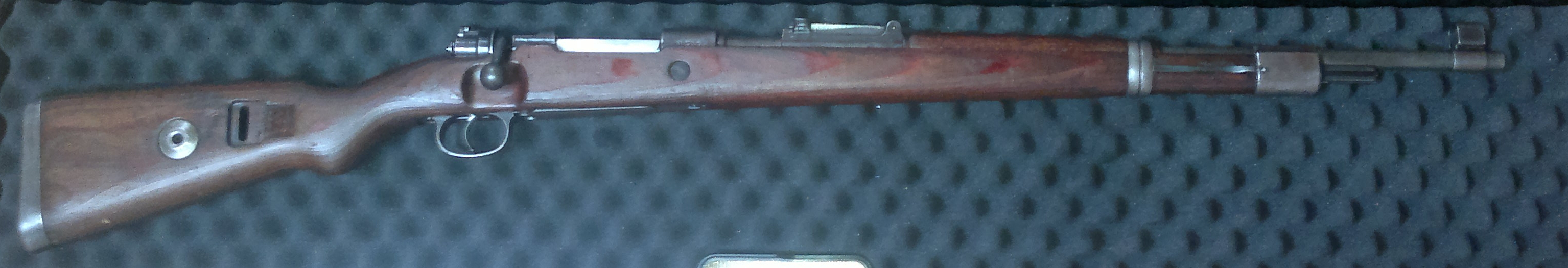
Le fusil M 98/48 de la JNA : ces fusils ont une chambre frappée aux armoiries du pays : épis de blé en référence au régime communiste en place à l'époque.

Entre 1947 et 1965, l'Arsenal de Kragujevac a produit ou reconditionné des variantes du Mauser 1898 :
- M24/47 = les M24 belges et yougoslaves reconditionnés en 1947
- M98n = les fusils allemands (n: njemačka puška = fusil allemand) mis au standard du M48 yougoslave (M98/48)
- M24/52 = les Vz 24 et G.24 (t) tchécoslovaques et leurs variantes roumaines reconditionnés en 1952

- M48 = fabrication neuve du modèle national yougoslave, avec ses variantes M48A, B et BO

## Présentation du M98/48
Il s'agit d'authentiques Karabiner 98k et Gewehr 24 (t), tous remis en état par la manufacture d'armes Zastava Oružje (connue en anglais comme Zastava Arms) après avoir été récupérés de la Wehrmacht, l'armée allemande de la Seconde Guerre mondiale.
Du fait de leurs nouveaux marquages, ces fusils, tout comme les Zastava M24/47, sont connus par les collectionneurs sous le nom de Preduzece 44 (en serbe : unité de production no 44).
Arrivés à l'arsenal de Kragujevac, ces fusil subissaient :
- contrôle de l'arme,
- changement de canon et de crosse dans les seuls cas où ces opérations sont nécessaires,
- effacement du marquage de chambre allemand d'origine, qui est remplacé par les armes de la République populaire de Yougoslavie.
- remplacement des poinçons d'épreuve figurant sur le côté gauche par Preduzece 44,
- rebronzage.

Distribués aux soldats l'armée populaire yougoslave et à ceux de la milice populaire yougoslave, ces fusils ont une chambre frappée aux armoiries du pays : épis de blé en référence au régime communiste en place à l'époque. Elles cédèrent ensuite leurs places aux Zastava M48.

## Kar98 yougoslave ou fusil M48 7,9 mm
Produit de 1948 à 1965 environ, le Kar98 yougoslaves possède une culasse courte et un garde-main long (empruntés aux carabines et fusils Zastava M24) mais sa crosse (sans évidement latéral ni œillet de démontage) et sa plaque de couche sont celles du modèle allemand. Son levier d'armement a une forme demi-coudée et une sphère partiellement arasée. 

## Diffusion
Les Kar98 yougoslaves furent distribués aux soldats non combattants (artilleurs et conducteurs) de l'armée populaire yougoslave et à ceux de la milice populaire yougoslave. Durant les années 1990, les M48 ont été utilisés par toutes les factions durant les guerres de Yougoslavie. Beaucoup de photographies montrent des soldats ou des tireurs d'élite utilisant le Kar98 lors du siège de Sarajevo.

## Fiche technique des M98/48 & M48
- Munition : 7,92 × 57 mm
- Fonctionnement : manuel, culasse rotative type Mauser 98
- Longueur/masse à vide : 1,1 m/3,9 kg
- Canon : 60 cm
- Magasin : 5 coups